# Canal de São Gonçalo

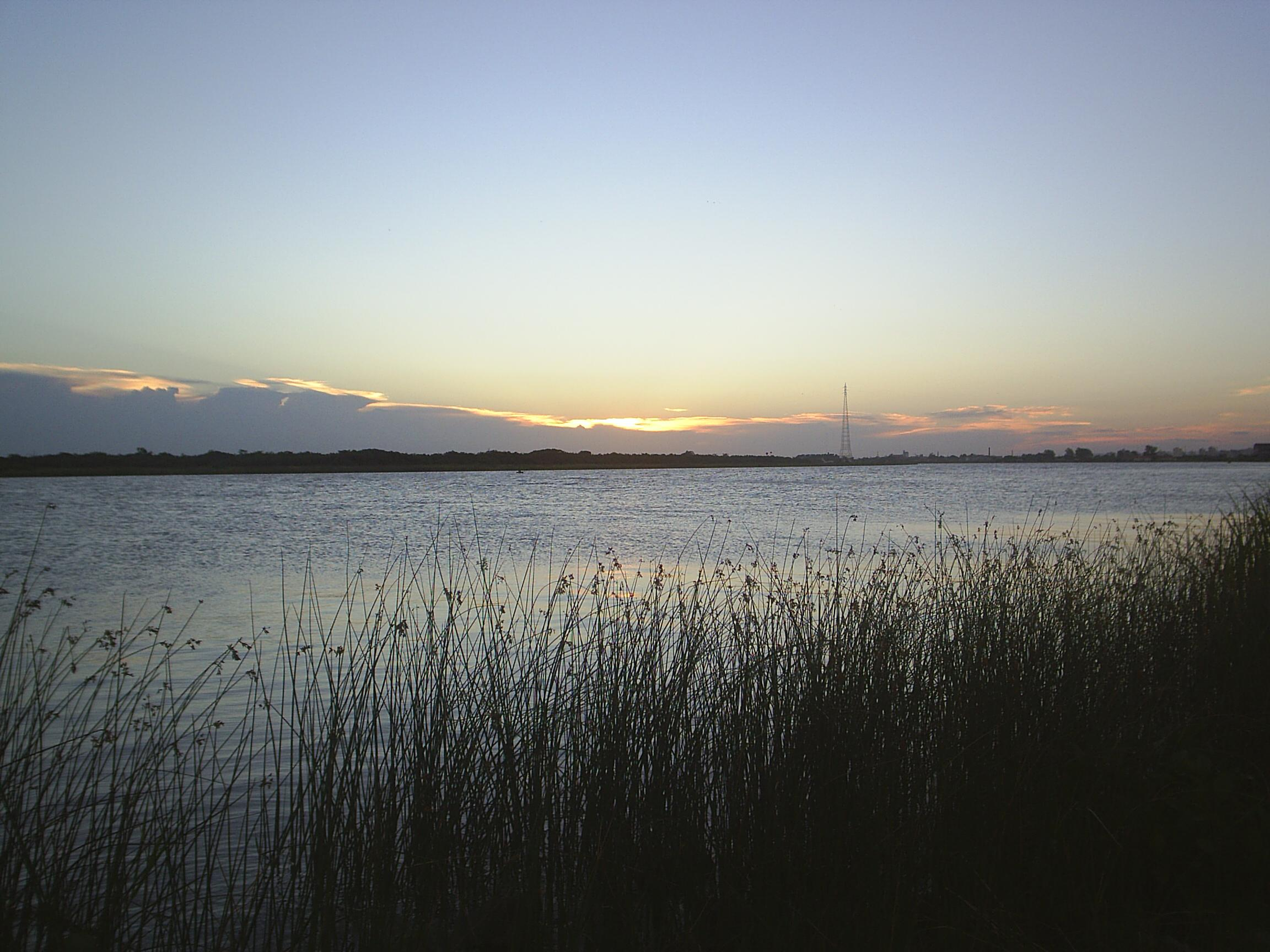
Berges du canal de São Gonçalo à Pelotas.

Le Canal São Gonçalo est une voie fluviale du Brésil, dans l'État du Rio Grande do Sul, qui fait la jonction entre la Lagoa Mirim et la Lagoa dos Patos, sur une distance de 62 km. Son principal affluent est le Rio Piratini. Il est considéré comme un canal, parce que ses eaux ne s'écoulent pas toujours naturellement dans la même direction, car la direction du courant dépend du volume d'eau dans chacun des deux plans d'eau qu'il relie. Si le volume d'eau le plus important est dans la Lagoa Mirim, le cours ira en direction de la Lagoa dos Patos et vice-versa.
Le flux naturel fut cependant modifié par le barrage du Centurião, construit en 1977 avec pour objectif d'empêcher la remontée d'eau de mer par la Lagoa dos Patos et, ainsi, garantir une source d'eau potable pour les villes de Rio Grande et Pelotas, aussi bien que de prévenir les dommages pour les cultures de riz implantées autour de la Lagoa Mirim. Le barrage aide aussi à contrôler les crues. Pour cette raison, les eaux vont de la Lagoa Mirim à la Lagoa dos Patos 70 % du temps, le flux s'invertissant pendant les périodes d'étiage (normalement, de novembre à mai). 
Le tronçon entre la ville de Pelotas et l'embouchure sur la Lagoa dos Patos, présente plusieurs endroits dragués pour permettre un chenal d'accès suffisamment profond vers le port de la commune.
L'Arroio Pelotas se jette dans la partie finale du Canal São Gonçalo. Au XIXe siècle, ce cours d'eau était le principal moyen de transport des travailleurs esclaves des charqueadas - lieux de production de la viande bovine salée dont l'importance économique a été vitale pour le Rio Grande do Sul - localisées sur ses rives. Pour ce faire, des embarcations faites de cuir et en forme de balles (pelotas) étaient utilisées ; ces faits ont donné à la ville de Pelotas son nom.